# Casével (Santarém)
Casével is een plaats (freguesia) in de Portugese gemeente Santarém en telt 864 inwoners (2011).